# اچ‌ام‌اس تیستل (ان۲۴)
اچ‌ام‌اس تیستل (ان۲۴) (به انگلیسی: HMS Thistle (N24)) یک زیردریایی بود که طول آن ۲۷۵ فوت (۸۴ متر) بود. این زیردریایی در سال ۱۹۳۸ ساخته شد.